# Гіпабісальні гірські породи
Гіпабіса́льні гірські́ поро́ди — загальна назва магматичних гірських порід, що утворилися на невеликих глибинах в товщі земної кори.
За умовами залягання, складом і структурами гіпабісальні гірські породи займають проміжне положення між глибинними (абісальними) і ефузивними гірськими породами.
Складають порівняно невеликі (не більше сотень км²) інтрузивні тіла (дайки, сілли, штоки, лаколіти, корені вулканів).
Найпоширеніші середньо- і дрібнозернисті порфіровидні гіпабісальні гірські породи. Вони широко розвинуті в периферійних зонах складчастих геосинклінальних поясів, на платформах і в океанічних структурах.